# Gaverina Terme
Gaverina Terme es una localidad y comune italiana de la provincia de Bérgamo, región de Lombardía, con 925 habitantes.

## Evolución demográfica
| Gráfica de evolución demográfica de Gaverina Terme entre 1861 y 2001 |
|                                                                      |
| Fuente ISTAT - elaboración gráfica de Wikipedia                      |